# Yue (folk)

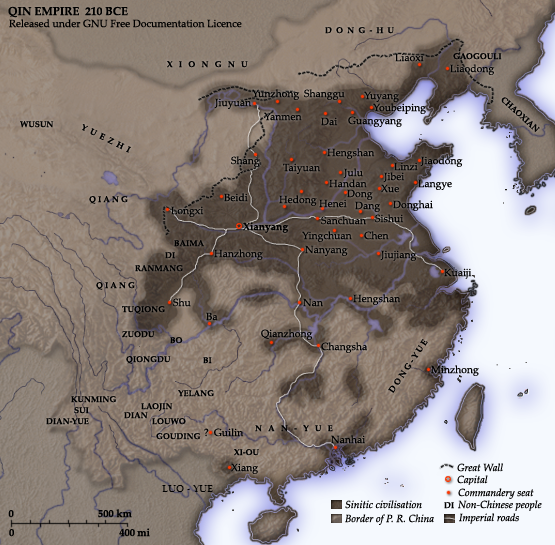
Kina 210 f.Kr. där Östra Yues territorium är märkt DONG-YUE.

Yue (越; Yuè) eller Baiyue (百越; Bǎi Yuè)  'hundra Yue'   är ett forntida folk som levde i södra Kina. Yue-folket levde uppdelade i många olika grupperingar i olika områden och kallades därför även Baiyue som bokstavligt betyder att det finns hundra olika Yue. Begreppet Yue sammanfattar en stor grupp folk som levde i området från dagens Shanghai ner till centrala Vietnam.
De som bodde i Fujian, Zhejiang och Jiangxi kallades Östra Yue. De påstås vara ättlingar till kungen av den forna staten Yue som existerade under Östra Zhoudynastin (770–256 f.Kr.). Östra Yue bodde oftast vid vatten och raviner, och båten spelade en central roll i deras liv. De begravde även sina döda i båtar som placerade i bergssidor, så kallade hängande kistor.